# 1845 год в науке
В 1845 году были различные научные и технологические события, некоторые из которых представлены ниже.

## События
- 18 августа — император России Николай I удовлетворил ходатайство об учреждении Русского географического общества.

## Достижения человечества

### Открытия
- Майкл Фарадей вводит понятие диамагнетизма. В записи своего дневника от 7 ноября 1845 года Фарадей впервые употребил термин «электромагнитное поле»[1], этот термин позднее перенял и ввёл в широкое употребление Джеймс Максвелл.
- Немецкий физик Густав Кирхгоф установил общие законы распределения токов в сложных электрических цепях («правила Кирхгофа»).

#### Астрономия
- Уильям Парсонс строит крупнейший в мире телескоп Левиафан. Он же обнаруживает, что галактика M51 имеет спиральную структуру.

## Научные премии
- Медаль Копли — Теодор Шванн

## Родились
- 3 марта — Георг Кантор, немецкий математик (ум. 1918).
- 27 марта — Вильгельм Конрад Рентген, немецкий физик. Первый лауреат Нобелевской премии по физике (ум. 1923).
- 4 апреля — Никодим (Милаш), епископ Далматинско-Истринский (Сербская православная церковь), канонист и церковный историк (ум. 1915).
- 15 мая — Илья Ильич Мечников, русский и французский биолог. Лауреат Нобелевской премии в области физиологии и медицины (1908) (ум. 1916).
- 16 июня — Генрих Дрессель, немецкий археолог и нумизмат (ум. 1920).
- 11 сентября — Жан Морис Эмиль Бодо, французский инженер и изобретатель в области телеграфии (ум. 1903).
- 20 сентября — Йозеф Карабацек, австрийский востоковед (ум. в 1918).

## Скончались
- 13 марта — Джон Фредерик Дэниел, английский физик и химик (родился в 1790).
- 18 октября — Доминик Кассини, французский астроном (родился в 1748).